# 星门 (马格德堡)
星门（Sterntor）是德国萨克森-安哈特州马格德堡的一座历史建筑，位于马格德堡老城大教堂广场（Domplatz）的东北角，紧邻萨克森-安哈特州议会的东边。

## 历史
星门建于1723年，巴洛克风格。它高9米，宽6米，重达100吨。它是马格德堡南部贝尔格堡（Fort Berge）的北入口，贝尔格堡大致在今天黑格尔大街以南的地区，拥有独特的星形平面。贝尔格堡于1905年拆除，而星门保留了下来，位于黑格尔大街的南端。1910年，星门也被拆除，最初存放在今天马格德堡文化历史博物馆（Kulturhistorisches Museum Magdeburg）的花园中。1922年，它被运往柏林，存放在柏林博物馆岛的地下室。后来又运回马格德堡。在市长弗里茨-奥古斯特·威廉·马克曼的领导下，安放在圣尼古拉教堂（Sankt-Nikolai-Kirche）和大教堂广场西北角的Dompropstei （大约在今天的绿色要塞）之间。在1945年1月16日马格德堡大轰炸期间，星门受到严重损坏。星门最初以临时方式固定，1959年拆除圣尼古拉教堂废墟时一并拆除。从 1968 年 起 ，拆卸下来的部分最初保存在圣母修道院（Kloster Unser Lieben Frauen）的遗址上，1968年起存放在 Paul-Schuster-KG。1970年有计划在大教堂广场西北角重建，但没有实施。
2004年成立董事会，重建星门。地点选择在大教堂广场的东北角，与邻近的巴洛克式建筑融为一体。星门作为通往大教堂广场的通道。2005年初，星门开始纳入大教堂广场重新设计工程的一部分。2008年9月17日，星门正式奠基，随后重建，使用了筹集的捐款，以及保存下来的砂岩石料，缺失的部分进行了添补。装饰面朝向南侧的大教堂 广场。2015年6月，星门上装饰了普鲁士国徽。计划于2017年制作锌板盖。目前（截至2021年），仍然缺失由砂岩制成的六米宽、三米高的门头。工程的进展取决于是否有足够的捐款。
星门已公布为马格德堡文化古迹，编号 094 71182  。